# Lindorf
Lindorf ist eine ehemals selbstständige Gemeinde im Landkreis Esslingen in Baden-Württemberg und gehört seit dem Jahr 1935 zur Großen Kreisstadt Kirchheim unter Teck.

## Geografie
Lindorf liegt etwa zwei Kilometer westlich von Kirchheim unter Teck auf der gegenüberliegenden Seite der Bundesautobahn 8. Die Markungsfläche beträgt 275 Hektar.

## Geschichte

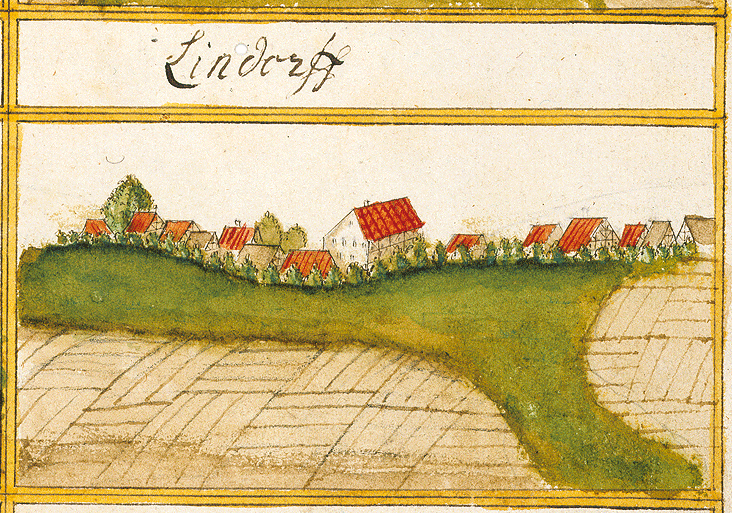
Lindorf 1683, Forstlagerbuch von Andreas Kieser

1089 wird Lindorf im Bempflinger Vertrag erstmals urkundlich erwähnt. Ein Wernher von Lintdorf wird in diesem Vertrag als Zeuge genannt. Im 12. Jahrhundert war der Ort im Besitz der Zähringer. Über die Grafen von Aichelberg und die Herzöge von Teck kam das Dorf schließlich an Württemberg. Das Dominikanerinnenkloster Kirchheim besaß in Lindorf drei stattliche Höfe. Lindorf war eines der ersten zwei Dörfer des alten Oberamts Kirchheim, die sich von der Leibeigenschaft freikauften. 1798 brachten die Lindörfer hierfür 1.250 Gulden auf.
Zum 1. April 1935 erfolgte die Zwangseingemeindung nach Kirchheim, Gemeinderat und Bürgermeister wurden abgeschafft. Erst im Jahr 1992 beschloss der Kirchheimer Gemeinderat, in Lindorf wieder einen Ortschaftsrat einzurichten und einen ehrenamtlichen Ortsvorsteher zu bestellen. Lindorf wurde damit gemeinsam mit Ötlingen den 1974 im Rahmen der Verwaltungsreform eingemeindeten Gemeinden Jesingen und Nabern gleichgestellt.

## Wappen
Ein eigenes Wappen ist für Lindorf nicht nachgewiesen. Ein Schultheißenamtssiegel von 1829 zeigt die drei Württemberger Hirschstangen.

## Bauwerke

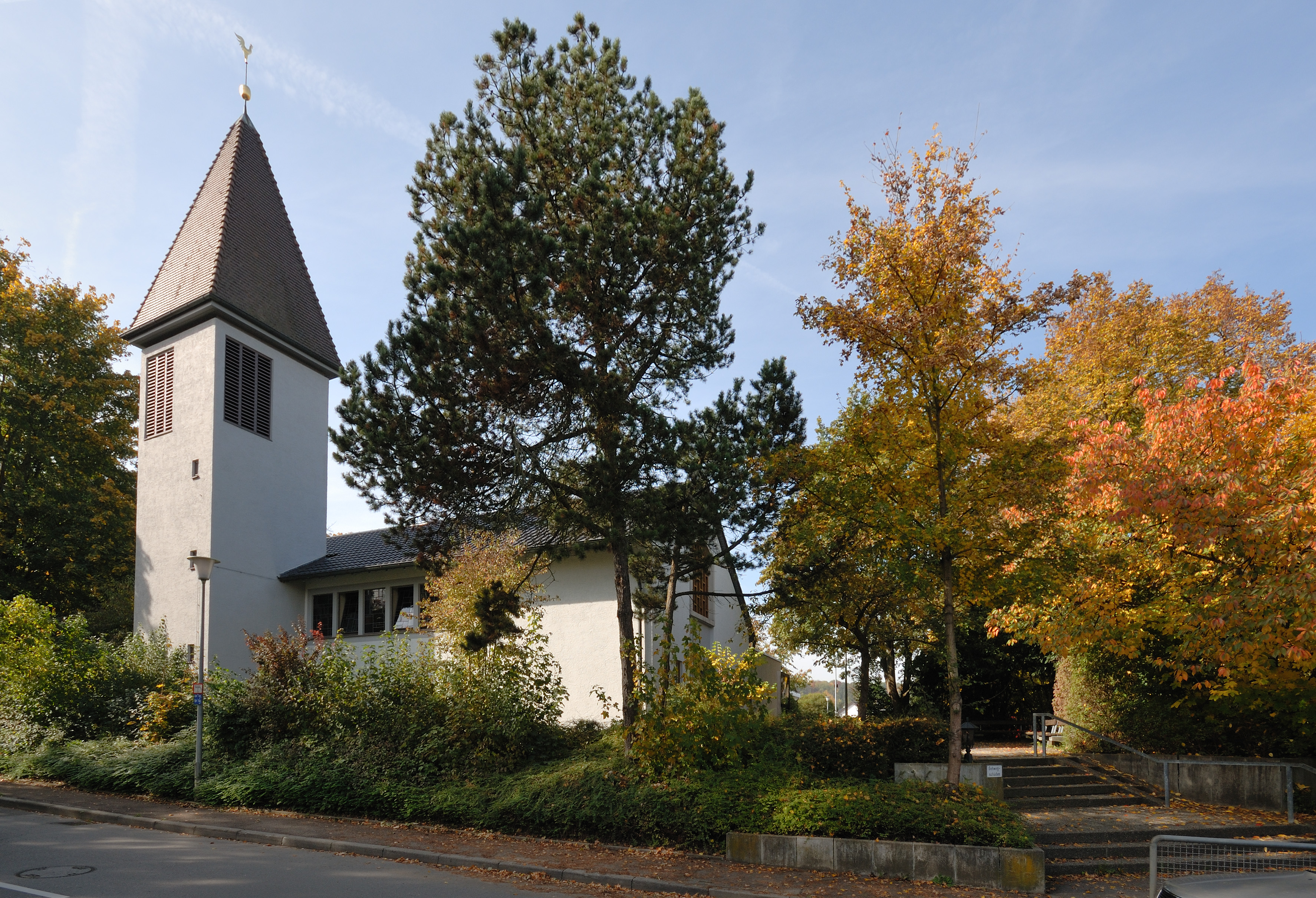
Matthäuskirche

Eine Kirche oder Kapelle besaß Lindorf lange Zeit nicht, bis 1961 die Matthäuskirche eingeweiht wurde. In der Ortsmitte steht seit 1829 ein Rathaus, in dem auch Schule abgehalten wurde. 1897 wurde ein eigenes Schulhaus gebaut. 1984 entstand ein Bürgerhaus für die örtlichen Vereine und 1998 ein eigener Kindergarten.

## Verkehr
Die Bundesautobahn 8 führt zwar unmittelbar am Ort vorbei, ein Anschluss besteht jedoch nicht direkt, sondern über die rund zwei Kilometer entfernte Anschlussstelle Kirchheim-West. Die Kreisstraße 1204 erschließt Lindorf nach Kirchheim und zur Bundesstraße 297 in Richtung Nürtingen.
Südlich von Lindorf verläuft die Schnellfahrstrecke Wendlingen–Ulm.

## Persönlichkeiten
- Wilhelm Seifried (1855–1927), Landtagsabgeordneter, war Landwirt und Schultheiß in Lindorf.
- Reinhold Baumann (1924–2016), Verwaltungsjurist, von 1983 bis 1988 Bundesbeauftragter für den Datenschutz